# Phlebotomus mireillae
Phlebotomus mireillae är en tvåvingeart som beskrevs av Killick-kendrick 1997. Phlebotomus mireillae ingår i släktet Phlebotomus och familjen fjärilsmyggor. Inga underarter finns listade i Catalogue of Life.